# مرویل پاکلا
مرویل پاکلا (انگلیسی: Merveille Papela؛ زادهٔ ۱۸ ژانویهٔ ۲۰۰۱) بازیکن فوتبال اهل آلمان است.
وی همچنین در تیم‌های ملی فوتبال جوانان آلمان، Germany national under-16 football team، جوانان آلمان، جوانان آلمان، و زیر ۲۰ سال آلمان بازی کرده‌است.